# مدرسة هولاند بارك
مدرسة هولاند بارك (بالإنجليزية: Holland Park School)؛ مدرسة ثانوية مختلطة في هولاند بارك في لندن، إنجلترا. اعتُمِدت في عام 2013، أكاديميًا. افتتحت المدرسة في عام 1958، وأصبحت رائدة في التعليم الشامل كان لديها أكثر من 2000 طالب في وقت واحد. أرسل عدد من الاشتراكيين البارزين أطفالهم إلى مدرسة هولاند بارك، وأصبحت تعرف باسم «الاشتراكي إيتون».

## التعليم في هولاند بارك
في الستينيات والسبعينيات من القرن الماضي، كانت فلسفة مدرسة هولاند بارك تهدف إلى ضمان وجود أعداد كبيرة من الطلاب (أكثر من 1900) مع فكرة أن الحجم الناتج من شأنه أن يتيح المزيد من خيارات المواد للطلاب. في الواقع من بين اللغات الأجنبية الأكثر شيوعًا تم تدريس اللاتينية والفرنسية والإسبانية.
في أوائل الستينيات، تم تقسيم كل عام دراسي إلى دفعات A و B و C و D و E حتى السنة الثالثة. نظرًا لأن المجموعات كانت كبيرة جدًا، حيث تم تقسيمها مرة أخرى. كانت النظرية هي أن الطلاب ذوي الإنجازات الضعيفة سيكونون أفضل إذا لم يكونوا منفصلين، بل منغمسين في بيئة تعليمية متساوية.
في التسعينيات بدأت المدرسة في العودة إلى ممارسات التدريس التقليدية. [بحاجة لمصدر]  يجادل الموالون لنهج المساواة بأن التجربة لم تُمنح أبدًا فرصة مناسبة: كانت هولاند بارك هي المدرسة الشاملة الوحيدة تمامًا في حي حيث يميل آباء الطبقة الوسطى إلى تفضيل المدارس الخاصة. وبالتالي يجادل البعض بأن التجربة الشاملة لم تتحقق بالكامل..

## تنظيم المدرسة
عندما افتتحت المدرسة في سبتمبر 1958 تم تقسيمها إلى ثمانية منازل. كانت المنازل الثمانية تسمى، أديسون، فوكس، هنتر، ماكولي، ماين، نيوتن، نورمان، وويلبرفورس. تم الإبقاء على نظام المنزل، على الرغم من حدوث تغييرات في عدد المنازل وأسمائها.
يوجد حاليًا خمسة منازل وهم: أندرسون، بيكر، بينيت، تشابيل، وسيلي. تم استبدال النهج السابق لتسمية المنازل على اسم الشخصيات التاريخية بمقاربة تسميتها على أسماء الأشخاص، ومعظمهم من حكام المدرسة أو المعلمين.
عندما افتتحت المدرسة لأول مرة، تم تجميع المدرسة بأكملها في يومين فقط بالقاعة الرئيسية، كما افتتحت أربع قاعات جانبية لتشكل القاعة الكبرى.

## المدرسين الأوائل
- ألين كلارك (1958-1971) [5][6]
- ديريك روشورث (1971-1985) [5]
- راندي مارش (1985-96)
- ماجي برينجل
- ماري مارش (2001) [7]
- كولين هول (2001 - حتى الآن) [8]

## الجدول الزمني لمدرسة هولاند بارك
- في عام 1957، تم بناء المدرسة على الرغم من احتجاجات السير جون بيتجمان وآخرين.
- في عام 1958، افتتحت المدرسة.
- في عام 1959، أقيم حفل الافتتاح الرسمي [9]
- في عام 1969، مثلت هيلاري بن المدرسة في قمة النموذج.
- في عام 1970، ادعى الصحفي جورج جيل، الذي كان آنذاك محررًا في The Spectator، أن فتيات هولاند بارك كانوا يديرون حلقة نائبة في المدرسة.[10]
- في عام 1973، رفضت المدرسة حفل زفاف الأميرة آن من خلال العمل خلال العطلة الوطنية الممنوحة للمدارس ومنح الأطفال عطلة أخرى بدلاً من ذلك.[10]
- في عام 1977، قامت فرقة البانك The Slits بدعم من The Moors Murderers بأداء حفل موسيقي لصالح NSPCC في المدرسة. قامت الشقوق بممارسة العادة السرية على المسرح.[11]
- في عام 1985، تعرض مدير المدرسة، الدكتور روشورث، للضرب وكسر كاحليه.
- في عام 1997، تعرضت المدرسة لانتقادات شديدة من قبل Ofsted لضعف المعايير الأكاديمية وعدم الانضباط.[8]
- في عام 2000، زار المدرسة نيلسون مانديلا.[12]
- في عام 2001، استقبلت المدرسة مديرها الجديد، كولن هول، المكلف بمهمة تغيير ثرواتها.[8]
- في عام 2006، تم تثبيت أقفال بصمة الإصبع على الخزائن
- في عام 2007، أثار قرار بيع أجزاء من أرض المدرسة لتمويل مبنى مدرسة جديد جدلاً.
- في عام 2011، صنفت Ofsted المدرسة بأنها «رائعة».[8][13]
- في عام 2012، تم افتتاح مبنى المدرسة الجديد.[14]
- في عام 2013، تم تحويل المدرسة إلى وضع الأكاديمية.[15]

## روابط خارجية
- مدرسة هولاند بارك على موقع ميوزك برينز (الإنجليزية)
- موقع مدرسة هولاند بارك
- جدول الدوري بي بي سي 2004 لمدرسة هولاند بارك
- ميليسا بين وكلايد تشيتي (محرران.)، تحية لكارولين بن: التعليم والديمقراطية، Continuum، لندن، 2004، (ردمك 0-8264-7493-4)